# Pomniki przyrody w gminie Drzycim
Na terenie gminy Drzycim, w powiecie świeckim, w województwie kujawsko-pomorskim znajduje się 14 pomników przyrody w tym 10 przyrody ożywionej i 4 nieożywionej.
Wśród nich wyróżniono 1 aleję dębowo-lipową, 5 grup drzew, 4 pojedyncze drzewa i 4 głazy narzutowe. Na uwagę zasługuje ogromny głaz św. Wojciecha w lasach Leosi, będący trzecim co do wielkości głazem w Polsce i największym w województwie kujawsko-pomorskim.
Zestawienie pomników przyrody w gminie prezentuje się następująco:
| Nr  | Lokalizacja                                | Forma             | Nazwa                                                                           | Sztuk | Obwody przy powołaniu [cm]            | Obwód w 2024 roku   | Akt prawny                                                                     | Zdjęcie |
| 1.  | droga Spławie-Żur „Dęby Królewskie”        | grupa drzew       | 2 dęby szypułkowe                                                               | 1     | 625 i 580                             | 634 i 660           | Dz. Urz. Woj. Rady Narodowej w Bydgoszczy z 01.05.1955 r., nr 4, poz. 17       |         |
| 2.  | Leosia leśnictwo Gródek oddział leśny 288a | głaz narzutowy    | „kamień św. Wojciecha” granit                                                   | 1     | 2450                                  | 2450                | Dz. Urz. Woj. Rady Narodowej w Bydgoszczy z 01.05.1955 r., nr 4, poz. 17       |         |
| 3.  | droga Drzycim-Wery                         | aleja przydrożna  | 277 dębów szypułkowych, 264 lip drobnolistnych, klon pospolity, jesion wyniosły | 544   | od 102 do 305, od 96 do 360, 130, 105 | -                   | Rozporządzenie nr 18/92 Wojewody Bydgoskiego z dnia 8 czerwca 1992 roku        |         |
| 4.  | Wery park dworski                          | grupa drzew       | 3 dęby szypułkowe, buk zwyczajny odmiany czerwonej                              | 4     | 272, 276 i 308, 417                   | 353, 354 i 378, 475 | Rozporządzenie nr 305/93 Wojewody Bydgoskiego z dnia 26 października 1993 roku |         |
| 5.  | leśnictwo Bedlenki oddział 271A/272A       | grupa drzew       | 3 dęby szypułkowe                                                               | 3     | 390, 415 i 500                        | 376, 430 i 480      | Dz. Urz. Woj. Rady Narodowej w Bydgoszczy z 25.05.1957 r., nr 4, poz. 18       |         |
| 6.  | Biechówko teren świetlicy, park wiejski    | grupa drzew       | 4 dębów szypułkowych                                                            | 4     | od 321 do 383                         | 385, 410, 435, 460  | Rozporządzenie nr 305/93 Wojewody Bydgoskiego z dnia 26 października 1993 roku |         |
| 7.  | Lubocheń park dworski                      | grupa drzew       | 3 dęby szypułkowe, lipa drobnolistna                                            | 4     | od 280 do 326, 432                    | 362, 420, 514, 390  | Rozporządzenie nr 305/93 Wojewody Bydgoskiego z dnia 26 października 1993 roku |         |
| 8.  | Sierosławek park wiejski                   | pojedyncze drzewo | lipa drobnolistna                                                               | 1     | 345                                   | 338                 | Rozporządzenie nr 305/93 Wojewody Bydgoskiego z dnia 26 października 1993 roku |         |
| 9.  | Wery leśnictwo Wydry oddział 267f          | głaz narzutowy    | „Głaz Napoleoński”                                                              | 1     | 400                                   | 400                 | Rozporządzenie nr 36/95 Wojewody Bydgoskiego z dnia 14 lutego 1995 roku        |         |
| 10. | Gródek skarpa Wdy, el. Żur                 | głaz narzutowy    | głaz narzutowy                                                                  | 1     | 730                                   | 770                 | Zarządzenie Nr 40/87 Wojewody Bydgoskiego z dnia 10 grudnia 1987 r             |         |
| 11. | leśnictwo Zalesie; oddz. 238h              | głaz narzutowy    | głaz narzutowy                                                                  | 1     | -                                     | 800                 | -                                                                              |         |
| 12. | Wery przy leśnictwie Wydry oddział 257j    | pojedyncze drzewo | cis pospolity                                                                   | 1     | 140                                   | 140/186             | Rozporządzenie nr 322/95 Wojewody Bydgoskiego z dnia 29 grudnia 1995 roku      |         |
| 13. | Dólsk leśnictwo Bedlenki oddział 307n      | pojedyncze drzewo | świerk pospolity „Kapitan Włodzimierz Kruszelnicki”                             | 1     | brak danych                           | 250                 | Uchwała nr XXVI/181/2006 Rady Gminy Drzycim z dnia 20 kwietnia 2006 roku.      |         |
| 14. | Jastrzębie                                 | pojedyncze drzewo | cis pospolity                                                                   | 1     | -                                     | 190                 | 2024                                                                           |         |

Zniesione pomniki przyrody:
| Nr | Lokalizacja            | Forma             | Nazwa             | Sztuk | Obwody przy powołaniu [cm] | Rok powołania | Rok zniesienia | Zdjęcie |
| 1. | Lubocheń park dworski  | grupa drzew       | lipa drobnolistna | 1     | 463                        | 1993          | 2018           |         |
| 2. | Rówienica park dworski | pojedyncze drzewo | jarząb brekinia   | 1     | 200                        | 1993          | 2022           |         |
| 3. | Wery park dworski      | grupa drzew       | buk zwyczajny     | 1(5)  | 317                        | 1993          | 2015           |         |